# Modern Talking

Logotyp zespołu

Modern Talking – niemiecki duet dance'owo-popowy, który zyskał popularność w latach 80. dzięki wydaniu takich przebojów, jak „You’re My Heart, You’re My Soul”, „Cheri, Cheri Lady”, „Brother Louie”, „You Can Win If You Want”, „Geronimo’s Cadillac” czy „Atlantis Is Calling (S.O.S. for Love)”.
Znakiem rozpoznawczym zespołu w większości utworów jest śpiewana falsetem druga część refrenu. Zespół działał w latach 1983–1987, kiedy to zdecydował się zawiesić działalność. W 1998 duet zdecydował się powrócić na scenę i zmienić gatunek granej przez siebie muzyki z euro disco na eurodance. Wydał wówczas nowe wersje słynnych przebojów, w tym m.in. „You’re My Heart, You’re My Soul ’98” czy „Brother Louie ’98”. Do 2003 zespół co roku wydawał nowe płyty z premierowym materiałem, a 21 czerwca 2003 podczas pożegnalnego koncertu w Berlinie ogłosił zakończenie działalności.

## Skład
- Dieter Bohlen – kompozytor i producent, ur. 7 lutego 1954 w Berne (k. Bremy)
- Thomas Anders – wokalista, ur. 1 marca 1963 w Münstermaifeld (k. Koblencji)

- ważniejsi współpracownicy[3]:
  - Luis Rodríguez – współproducent (1983–1987, 1998–2001)
  - Rolf Köhler – chórzysta (1983–1987, 1998–2000)
  - Michael Scholz – chórzysta (1983–1987, 1998–2000)
  - Detlef Wiedeke – chórzysta (1983–1987, 1998–2000)
  - Birger Corleis – chórzysta (1983–1987)
  - Ralf Stemmann - sound design (1984–1987)
  - Leroy Skeete - pianino, asystent (1983–?)

W latach 80. zespół nie koncertował, występował za to w telewizji, będąc częstym gościem programów, takich jak Peter’s Pop Show czy Wetten, dass..?. W 1998 został utworzony stały koncertowy skład, który towarzyszył Bohlenowi i Andersowi podczas występów na żywo w latach 1998–2003. Większość jego członków koncertuje obecnie z Thomasem Andersem jako Modern Talking Band.

## Historia

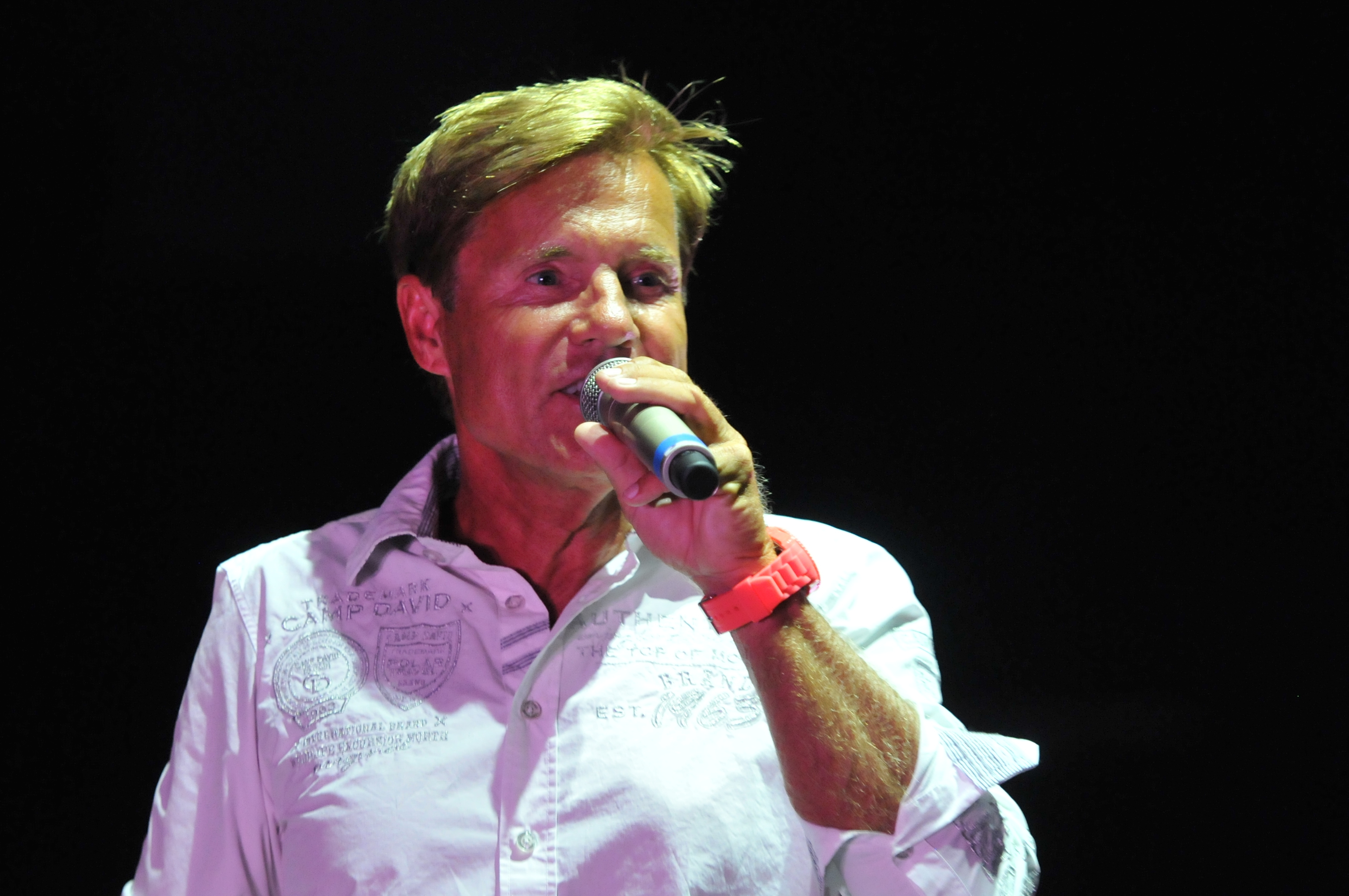
Dieter Bohlen (2014)

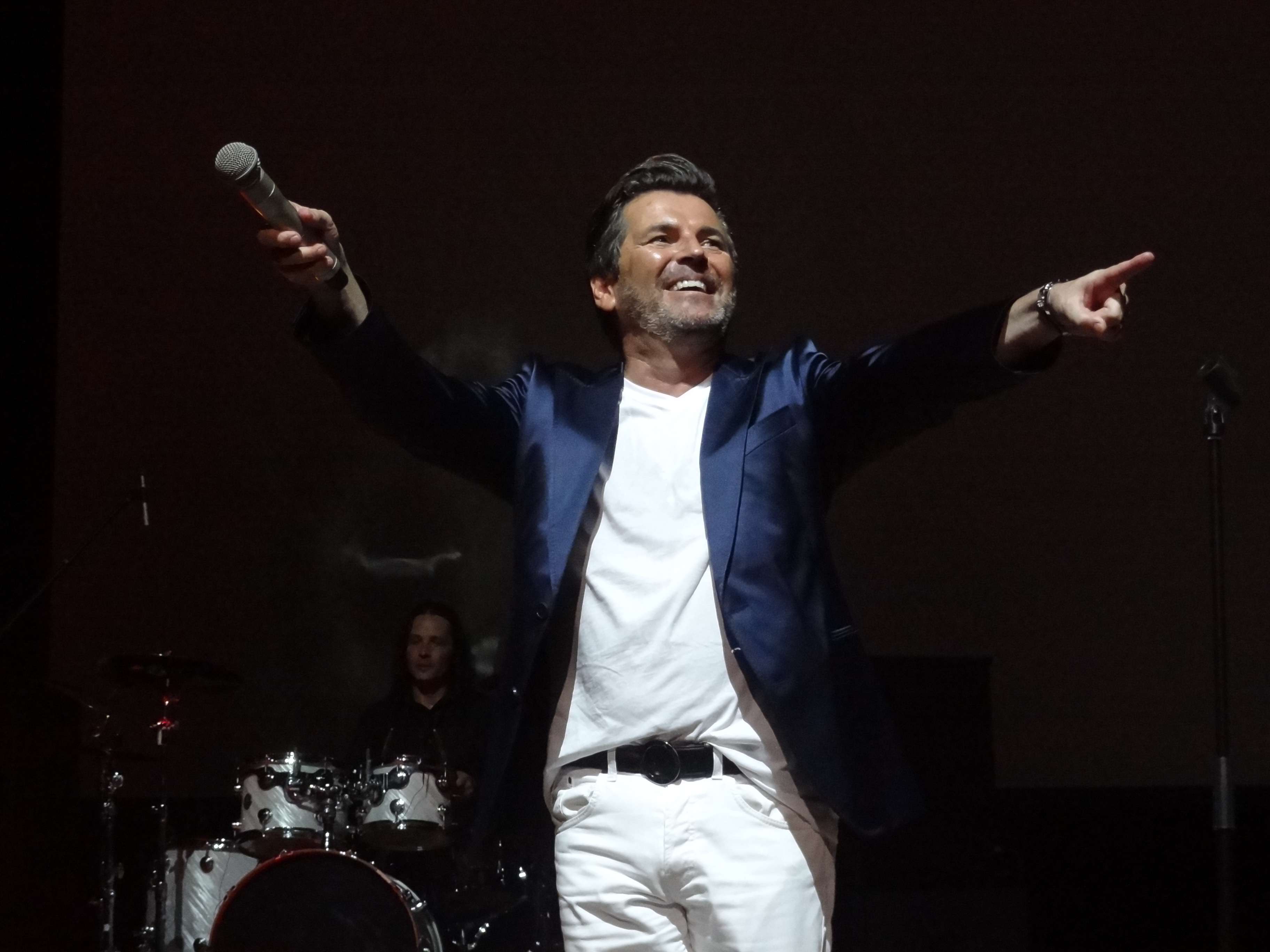
Thomas Anders (2014)

Zespół Modern Talking został założony w 1983 przez producenta i kompozytora Dietera Günthera Bohlena, który po długich poszukiwaniach wokalisty wybrał Bernda Weidunga, posługującego się od tego czasu pseudonimem Thomas Anders. Pierwszy singiel duetu, „You’re My Heart, You’re My Soul”, został wydany 29 października 1984 i stał się przebojem, m.in. dotarł do pierwszej dziesiątki list przebojów w ponad 35 krajach. Niedługo potem muzycy wydali singiel „You Can Win If You Want”, którym zapowiadali swój debiutancki album pt. The 1st Album, który wypuścili do sprzedaży w kwietniu 1985 i który osiągnął status platynowej płyty dzięki zyskaniu wyniku ponad 500 tys. sprzedanych egzemplarzy.
We wrześniu 1985 wydali singiel „Cheri, Cheri Lady”, który dotarł na szczyt list przebojów w Niemczech, Szwajcarii, Austrii i Norwegii oraz do pierwszej dziesiątki notowań w Szwecji i Holandii. Utworem zapowiadali swój drugi album pt. Let’s Talk About Love, który wydali 14 października 1985 i za który uzyskali certyfikat platynowej płyty za sprzedaż w ponad 500 tys. nakładzie. Niedługo po ukazaniu się albumu wydali single „Brother Louie” i „Atlantis Is Calling (S.O.S. for Love)”, które zapowiadały ich trzecią płytę pt. Ready for Romance z 1986, a pod koniec roku premierę miał ich czwarty album pt. In the Middle of Nowhere, promowany singlem „Geronimo’s Cadillac”. W 1987 wydali dwa kolejne albumy: Romantic Warriors (promowany singlem „Jet Airliner”) i In the Garden of Venus, po czym zawiesili działalność zespołu, a głównym powodem tej decyzji była dezorganizacja pracy zespołu przez ówczesną żonę Andersa, Norę Balling.
Po zakończeniu współpracy Dieter Bohlen założył własny zespół Blue System, z którym nagrał łącznie 13 płyt, a także komponował piosenki m.in. dla Bonnie Tyler, C. C. Catch i Chrisa Normana z grupy Smokie. Również Thomas Anders wydawał kolejne płyty, jednak bez większego sukcesu. W 1998 zespół reaktywował się po 11-letniej przerwie i wydał album pt. Back for Good zawierający nowe wersje ich największych przebojów oraz cztery premierowe nagrania. Album osiągnął sprzedaż w nakładzie ponad 10 mln egzemplarzy. Kolejne płyty odniosły również spory sukces komercyjny. W lutym 1999 wydali album pt. Alone, a pod koniec lutego 2000 płytę pt. Year of the Dragon. W marcu 2001 wypuścili 10. album w swojej dyskografii pt. America, w 2002 płytę pt. Victory, a w 2003 album pt. Universe. W tym samym roku stosunki między członkami zespołu ponownie uległy pogorszeniu, co doprowadziło do kolejnego rozpadu grupy. Głównym tłem nieporozumień były kwestie podziału zysków z koncertów, na których Anders występował samodzielnie oraz zaangażowanie się Bohlena w program Deutschland sucht den Superstar. Pożegnalny koncert Modern Talking odbył się 21 czerwca 2003 w parku Wuhlheide w Berlinie, a na początku sierpnia ukazała się płyta kompilacyjna pt. The Final Album zawierająca największe przeboje duetu.
W latach 1998–2001 w singlowych utworach zespołu gościnnie pojawiał się raper Eric Singleton, a jego partie zastępowały wokalne zwrotki wykonywane oryginalnie przez Andersa. Raper występował również w teledyskach oraz pojawił się na tylnej okładce singla „China in Her Eyes”. Po rozpadzie grupy Anders kontynuował karierę solową, od momentu ponownego rozpadu Modern Talking wydał cztery płyty oraz zaangażował się w projekt muzyczny Anders & Fahrenkrog z Uwe Fahrenkrogiem, z którym wydał album i zagrał kilka koncertów. Największym komercyjnym sukcesem Andersa został wydany w Rosji album pt. Strong, który doczekał się statusu platynowej płyty. W 2008 był gwiazdą Sopot Festival oraz Festiwalu Muzyki Tanecznej w Ostródzie. Po zakończeniu działalności zespołu Dieter Bohlen został jurorem w niemieckiej wersji programów Deutschland sucht den Superstar oraz Das Supertalent, zajmował się też komponowaniem i produkcją płyt dla innych wykonawców, w 2006 wznowił działalność solową dzięki wydaniu albumu ze ścieżką dźwiękową do autobiograficznego filmu rysunkowego, a w kolejnych latach kilkukrotnie koncertował w Rosji z repertuarem Modern Talking i Blue System.
W połowie 2014 pojawiły się w Internecie informacje na temat reaktywacji zespołu z obydwoma muzykami. W tym samym roku ukazała się nowa płyta kompilacyjna duetu pt. 30 wydana z okazji 30-lecia istnienia Modern Talking.

## Dyskografia

### Albumy studyjne
- The 1st Album (1985)
- Let’s Talk About Love (1985)
- Ready for Romance (1986)
- In the Middle of Nowhere (1986)
- Romantic Warriors (1987)
- In the Garden of Venus (1987)
- Back for Good (1998) – platynowa płyta w Polsce[11]
- Alone (1999) – platynowa płyta w Polsce[12]
- Year of the Dragon (2000)
- America (2001)
- Victory (2002)
- Universe (2003)

### Albumy kompilacyjne
- You’re My Heart, You’re My Soul (1988)
- The Modern Talking Story (1988)
- Best of Modern Talking (1988)
- Romantic Dreams (1988)
- Greatest Hits Mix (1988)
- The ★ Collection (1991)
- You Can Win, If You Want (Star Collection) (1991)
- You Can Win, If You Want (1994) – 3x platynowa płyta w Polsce[13]
- Back for Good (1998)
- Selected Singles '85 – '98 (2001)
- We Still Have Dreams (The Greatest Love Ballads of Modern Talking) (2002)
- The Golden Years (2002)
- The Greatest Hits of Modern Talking (2003)
- The Final Album (2003)
- Les Les Indispensables (2006)
- The Hits (2007)
- Remix Album (2007)
- All The Best – The Definitive Collection (2009)
- 25 Years of Disco-Pop (2010)
- 30 (2014)
- Back for Gold (2017)

### Single

#### Single dyskograficzne
- 1984 – „You’re My Heart, You’re My Soul”
- 1985 – „You Can Win If You Want”
- 1985 – „Cheri, Cheri Lady”
- 1986 – „Brother Louie”
- 1986 – „Atlantis Is Calling (S.O.S. for Love)”
- 1986 – „Geronimo’s Cadillac”
- 1986 – „Give Me Peace on Earth”
- 1987 – „Jet Airliner”
- 1987 – „In 100 Years...”
- 1998 – „You’re My Heart, You’re My Soul ’98”
- 1998 – „Brother Louie ’98”
- 1999 – „You Are Not Alone”
- 1999 – „Sexy Sexy Lover”
- 2000 – „China in Her Eyes”
- 2000 – „Don’t Take Away My Heart”
- 2001 – „Win the Race”
- 2001 – „Last Exit To Brooklyn”
- 2002 – „Ready for the Victory”
- 2002 – „Juliet”
- 2003 – „TV Makes the Superstar”

#### Single lokalne i promocyjne
- 1985 - „There’s Too Much in Missing You” (wydane wyłącznie w Australii)
- 1985 - „You’re the Lady of My Heart” (wydane wyłącznie w RPA)
- 1986 - „Just We Two (Mona Lisa)” (wydane wyłącznie w Polsce)
- 1986 - „Keep Love Alive” (wydane wyłącznie w Portugalii)
- 1986 – „Lonely Tears in Chinatown” (wydane wyłącznie w Hiszpanii i na Filipinach)
- 1987 – „Don’t Worry” (wydane wyłącznie w Hiszpanii)
- 1987 - „You And Me” (wydane wyłącznie w RPA)
- 1988 – „It’s Christmas” (wydane wyłącznie w Danii)
- 1988 – „Locomotion Tango” (wydane wyłącznie w Skandynawii)
- 1988 – „Hits Mega Mix” (wydane wyłącznie w Hiszpanii)
- 1998 – „Space Mix + We Take The Chance” (wydanie promocyjne)
- 1998 – „Cheri Cheri Lady ’98” (wydanie promocyjne)
- 1998 – „I Will Follow You” (wydanie promocyjne, wydane w Tajlandii)
- 1999 – „Brother Louie ’99” (wydane wyłącznie w Wielkiej Brytanii)